# قضبانية
الفصيلة القضبانية[بحاجة لمصدر] أو البتوليّات (باللاتينية: Betulaceae) هي إحدى الفصائل في رتبة البلوطيات من ثنائيات الفلقة من النباتات المزهرة. يتبع هذه الفصيلة ستة أجناس تضم ما مجمله 130 نوعًا من الأشجار والشجيرات النفضية (متساقطة الأوراق) من أهمها القضبان وجار الماء (بالإنجليزية: Alder)‏ والبندق.